# Jim Boles
Jim Boles est un acteur américain né le 28 février 1914 à Lubbock au Texas aux États-Unis, mort le 26 mai 1977 à Sherman Oaks en Californie.

## Filmographie
- 1949 : Captain Video and His Video Rangers (en) (série TV) : Tarac
- 1949 : Hands of Murder (en) (série TV)
- 1949 : One Man's Family (en) (série TV) : Joe Yarbourogh (1950-1952)
- 1950 : The Tattooed Stranger (en) : Fisher
- 1951 : Man with My Face (en) d'Edward Montagne (en) : Meadows
- 1957 : Naked in the Sun de R. John Hugh : Arthur Gillis
- 1960 : The Pusher de Gene Milford
- 1964 : Death at the Stock Car Races (TV) : Hotel Clerk
- 1964 : Le Crash mystérieux (Fate Is the Hunter) de Ralph Nelson : Airline passenger
- 1965 : Le fauve est déchaîné (en) (Fluffy) d'Earl Bellamy : Pete
- 1966 : The Ghost and Mr. Chicken (en) d'Alan Rafkin : Billy Ray Fox
- 1966 : Le Dortoir des anges (The Trouble with Angels) d'Ida Lupino : Mr. Gottschalk
- 1966 : Gros Coup à Dodge City (A Big Hand for the Little Lady) de Fielder Cook : Pete
- 1967 : The Reluctant Astronaut (en) d'Edward Montagne (en) : Bartender
- 1967 : L'Or des pistoleros (Waterhole#3) de William A. Graham : Cpl. Blyth
- 1968 : Syndicat du meurtre (P.J.) : Landlord's Agent
- 1968 : The Shakiest Gun in the West d'Alan Rafkin : Big Springs townsman
- 1968 : Il y a un homme dans le lit de maman (With Six You Get Eggroll) d'Howard Morris : Pete
- 1968 : Le Virginien : (TV) saison 6 épisode 20 (le bandit au grand cœur) : un fermier
- 1969 : Angel in My Pocket (en) d'Alan Rafkin : Corby Gresham
- 1969 : The Love God? (en) de Nat Hiken : Amos Peacock
- 1970 : WUSA de Stuart Rosenberg : vendeur de hot-dog
- 1970 : Femmes sauvages (Wild Women) téléfilm de Don Taylor : Warden
- 1971 : Skin Game de Paul Bogart et Gordon Douglas : Auction clerk in Fair Shake
- 1973 : Dr. Death: Seeker of Souls d'Eddie Saeta : Caretaker Franz
- 1973 : Nightmare Honeymoon d'Elliot Silverstein : Uncle Everett
- 1973 : When the Line Goes Through de Clyde Ware
- 1973 : Ace Eli and Rodger of the Skies de John Erman : Abraham
- 1974 : The Healers (en) (TV)
- 1974 - 1976: La Petite Maison dans la prairie (The House on the Prairie) (Série TV) saison 1, épisode 23 (A la découverte du monde (To see the world) ) : Eldred Miller + saison 2, épisode 18 (Une éternité (The long road home) ) : Garvey + saison 3, épisode 6 (Les promesses (1/2) (Journey In The Spring: Part 1) ) : Brewster + saison 3, épisode 7 (Les promesses (2/2) (Journey In The Spring: Part 2) ) : Brewster
- 1975 : Une fois ne suffit pas (Jacqueline Susann's Once Is Not Enough) de Guy Green : Scotty
- 1975 : Le Gang des chaussons aux pommes (The Apple Dumpling Gang) de Jack M. Bickham : Easy Archie
- 1976 : Helter Skelter (TV) : Camarinos
- 1976 : F. Scott Fitzgerald in Hollywood (TV) : Studio Guard
- 1976 : Dynamite Girls (The Great Texas Dynamite Chase) de Michael Pressman : Mr. Ralston